# Lina Coen
Lina Coen (Parijs, 21 september 1878 – Miami, 13 april 1952), geboren als Caroline Marie Cohen, was een Frans-Amerikaanse musicienne van Nederlandse afkomst. Ze was van oorsprong pianiste, maar ontwikkelde zich tot correpetitor en dirigent. Coen staat te boek als de eerste vrouw die in New York een opera dirigeerde.

## Privéleven
Lina Coen werd geboren als Caroline Marie Cohen in Parijs op 21 september 1878. Haar ouders waren Nederlands: Hippolijte Cohen (Amsterdam, 1842) en Mathilde Schoijer (Amsterdam, 1848). Haar vader was diamanthandelaar en vestigde zich in Parijs, waar ook haar grootvader, de kunstschilder Eliasar Cohen, zich gevestigd had. Ze is afgestudeerd aan het Parijse Conservatorium.
Lina Coën, toen nog met trema, verloofde zich met de cellist Jacques van Lier in Berlijn en Parijs in mei 1897. Twee jaar later trouwden ze in Schöneberg, Berlijn en in 1901 werd hun dochter Felicia daar geboren. Het huwelijk werd in 1907 ontbonden, maar beiden bleven in Berlijn wonen tot het uitbreken van de Eerste Wereldoorlog.
Jacques en Felicia vestigden zich in augustus 1914 in Eastbourne, Engeland en Coen reisde in oktober 1914 naar New York. In 1921 bezocht ze Parijs om haar moeder op te halen die inmiddels weduwe geworden was. Coen verzorgde haar moeder tot haar overlijden in New York in 1942 op 93-jarige leeftijd. Ondertussen had Coen in 1925 de Amerikaanse nationaliteit verkregen en daarbij zowel haar Nederlandse als haar Franse staatsburgerschap opgegeven. Bij die gelegenheid registreerde ze haar officiële naam als Lina Coen, zonder trema. Na het overlijden van haar moeder trok ze in bij het gezin van haar dochter Felicia, haar schoonzoon Van Browne en hun drie kinderen in Miami. Daar overleed Lina Coen in 1952.

## Carrière

### Pianiste
Lina Coën werd als pianiste gepresenteerd in het Kurhaus in Scheveningen in 1896. Ze was 17 jaar oud en speelde de Hongaarse Rapsodie nr. 11 van Franz Liszt en het Capriccio Brillant van Felix Mendelssohn, onder begeleiding van het Berliner Philharmonisches Orchester, gedirigeerd door Franz Mannstädt. Kort daarop vestigde ze zich in Berlijn. Ze gaf een serie van 45 concerten in Duitsland en vertolkte het pianoconcert van Robert Schumann met hetzelfde orkest, gedirigeerd door Josef Řebíček. Ook vormde ze een pianotrio voor kamermuziek met Margarethe Baginsky (viool) en Jacques van Lier (cello). Het Neue Zeitschrift für Musik vond het in 1897 een voorteken van een wereld waarin voorvechters van vrouwenrechten hun zin krijgen, dat de twee vrouwen de man overstemden. Coen waagde zich ook aan het componeren: tussen 1896 en 1906 publiceerde ze drie stukken in de serie Pensée: pour piano.
Gaandeweg vond Coen de rol waarin ze zich zou specialiseren: pianobegeleiding bij recitals van operazangers. Reeds in 1908 begeleidde ze Alexander Heinemann op een tournee door Nederland en Engeland. Haar debuut in New York vond plaats tijdens een concert in Carnegie Hall in januari 1915, waar ze de (mezzo)sopraan Olive Fremstad op de piano begeleidde. Een jaar later was ze de officiële begeleidster van de bas Leon Rothier van de Metropolitan Opera, met wie ze optrad in onder meer Canada. Met de sopraan Marie Rappold deed ze in 1919 een toer van vijftien concerten in Oklahoma, Kansas en Texas. Als begeleidster van dezelfde zangeres kwam ze in 1929 terug in Nederland voor optredens in het Amsterdamse Concertgebouw en het Haagse Diligentia. Als ze op deze avonden de gelegenheid kreeg om solo te spelen dan bracht ze graag de elfde Rapsodie van Liszt ten gehore waarmee haar solocarrière was begonnen.

### Operadirigent encorrepetitor

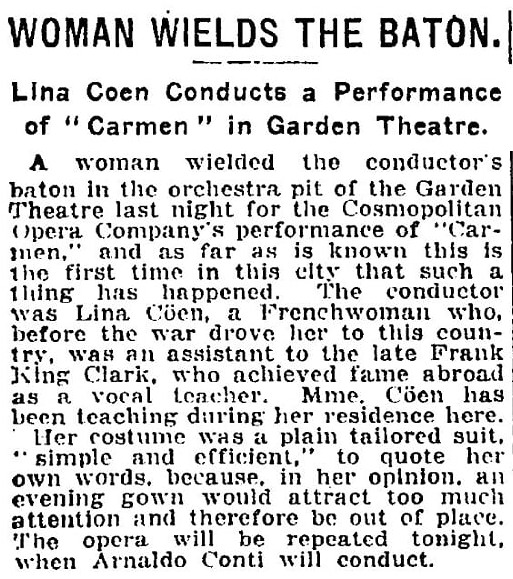
Lina Coen in The New York Times van 8 februari 1917

Coen heeft bekendheid gekregen als de eerste vrouw die in de Verenigde Staten een opera dirigeerde. Het betrof Carmen van Georges Bizet met Marta Wittkowska in de hoofdrol, opgevoerd in de Garden Theatre in Manhattan op 7 februari 1917. De New York Review wijdde er een artikel aan op 10 februari 1917 en gaf Coen zelf de gelegenheid om deze historische gebeurtenis van commentaar te voorzien (vertaald uit het Engels):

Een avondjurk zou niet gepast zijn geweest. Een vrouw gaat niet voor de orkestbak staan om zich in elegante kledij te laten zien, zoals zo vaak wel gebeurt als een vrouw een loge in de concertzaal betreedt. Ik wil slechts de aandacht op mij vestigen vanwege de kwaliteit van de interpretatie van Carmen. Er is geen rol in opera waarin ik niet de beste zangers in de betreffende rol heb begeleid en dat geeft me een beter begrip van de mogelijkheden van de partituur dan de meeste dirigenten laten zien.

Vanaf 1922 deed Coen bijna geen optredens meer en legde zich toe op haar rol als correpetitor. Onder de vele zangers die met Coen gewerkt hebben bevinden zich de mezzo Julia Culp ("de Hollandse Nachtegaal") en de sopraan Geneviève Vix.
Haar carrière als operadirigent kreeg een vervolg in 1921 toen ze, samen met Leon Kramer, La Juive van Fromental Halévy dirigeerde met de Jewish American Opera Company in het Lexington Avenue Opera House in New York. Ook dit was een primeur: voor het eerst werd een Grand Opéra in New York in het Jiddisch gezongen. Na die presentatie heeft de carrière van Coen zich beperkt tot zangcoach, tot ze in 1944 haar derde en laatste opera begeleidde, en wel Hänsel und Gretel van Engelbert Humperdinck, opgevoerd door de University of Miami School of Music, waar Coen sinds 1943 werkzaam was als zangdocent.